# Kleiner und Großer Osser, Zwercheck und Schwarzeck
Kleiner und Großer Osser, Zwercheck und Schwarzeck este o arie protejată (arie specială de conservare — SAC, sit de importanță comunitară — SCI) din Germania întinsă pe o suprafață de 389,08 ha, integral pe uscat.

## Localizare
Centrul sitului Kleiner und Großer Osser, Zwercheck und Schwarzeck este situat la coordonatele 49°08′43″N 13°04′07″E / 49.1453°N 13.0686°E.

## Înființare
Situl Kleiner und Großer Osser, Zwercheck und Schwarzeck a fost declarat sit de importanță comunitară în noiembrie 2004 pentru a proteja 2 specii de animale. Situl a fost protejat și ca arie specială de conservare în aprilie 2016.

## Biodiversitate
Situată în ecoregiunea continentală, aria protejată conține 4 habitate naturale: Formațiuni ierboase bogate în specii de Nardus, dezvoltate pe substraturi silicioase în zone montane (și în zone submontane, în Europa continentală), Grohotișuri silicioase de la nivelul montan până la nivelul zăpezii (Androsacetalia alpinae și Galeopsietalia ladani), Pante stâncoase silicioase cu vegetație casmofită, Păduri acidofile de Picea de la nivel montan la nivel alpin (Vaccinio-Piceetea).
La baza desemnării sitului se află mai multe specii protejate de  mamifere (2): liliac cu urechi mari (Myotis bechsteinii), liliac comun (Myotis myotis).